# Tiburonský poloostrov

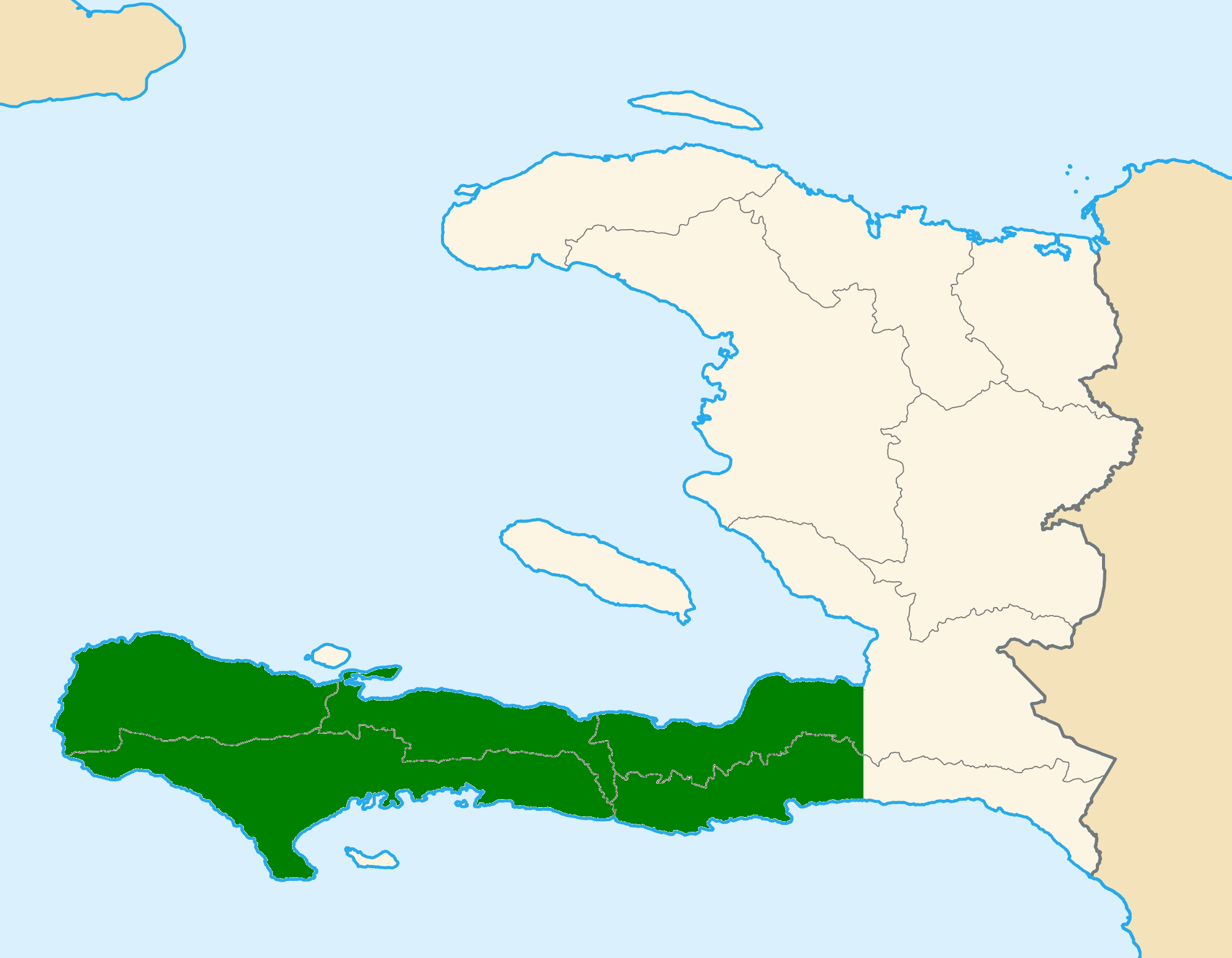
Poloha Tiburonského poloostrova

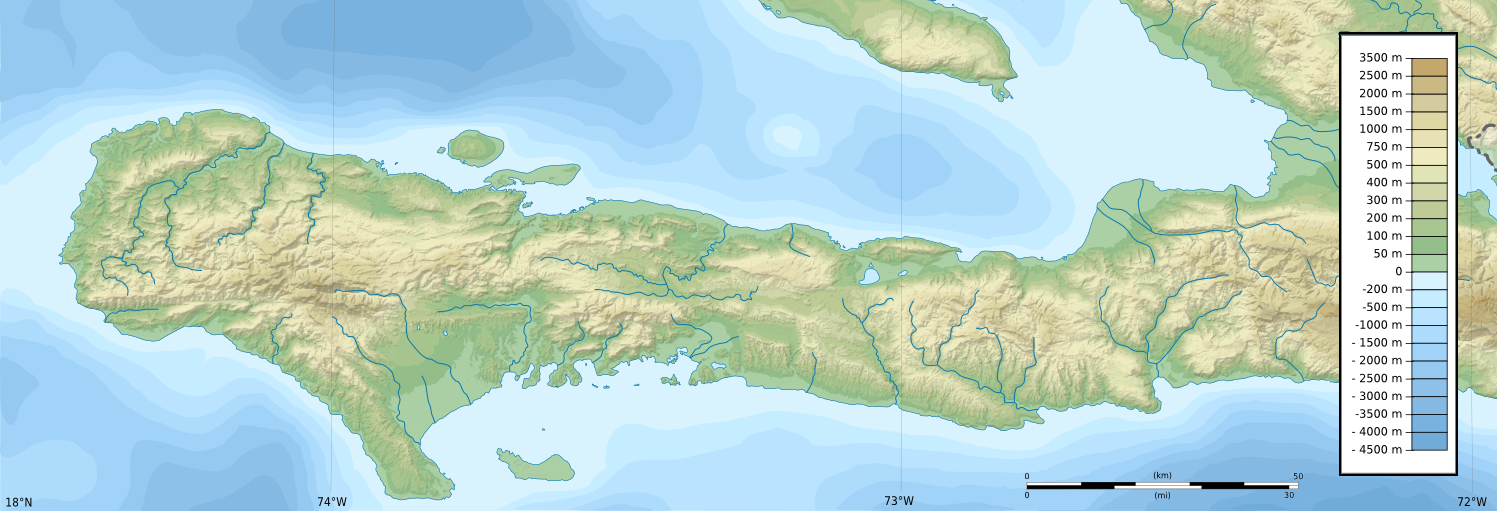
Reliéf Tiburonského poloostrova

Tiburonský poloostrov nebo Tiburon je regionem Haiti, zabírající většinu haitského jižního pobřeží. Začíná poblíž dominikánsko-haitské hranice a směřuje na západ ke Kubě. Čtyři z deseti haitských departmentů (Grand'Anse, Nippes, Sud a Sud-Est) se nacházejí v tomto regionu. Část departmentu Ouest se také nalézá v regionu, přičemž hlavní město Port-au-Prince slouží jako linie rozdělující jižní a centrální část země.
Poloostrov byl silně postižen zemětřeseními v roce 2010 a 2021 a hurikánem Matthew v roce 2016.

## Geografie
Poloostrov vybíhá na jihozápadě ostrova Hispaniola a zasahuje 250 kilometrů do Karibského moře, které tak odděluje od Gonâvského zálivu. Poloostrov je v nejširším místě široký 60 kilometrů a v nejužším 30 kilometrů. Jeho celková rozloha je přibližně 9 000 km², což je asi třetina území Haiti. Nejvyšším vrcholem poloostrova je Pic Macaya (2 347 m n. m.) v Massif de la Hotte na západě poloostrova.
Nejvýznamnějšími městy v regionu jsou Jacmel, Les Cayes a Jérémie.